# McLaren MP4-31
A McLaren MP4-31 egy Tim Goss és csapata által tervezett Formula–1-es versenyautó, mely a 2016-os Formula–1 világbajnokság során volt a McLaren-csapat autója. Az autókat a kétszeres világbajnok Fernando Alonso és az egyszeres világbajnok Jenson Button vezették, illetve egy verseny erejéig az Alonsót helyettesítő Stoffel Vandoorne tesztpilóta. Ez volt az utolsó McLaren, mely a Ron Dennis-érában készült, és ennek megfelelően az utolsó MP4-jelzésű McLaren. Az autó továbbra sem volt versenyképes, mert túl lassú volt, viszont már jóval kevésbé megbízhatatlan, így a középmezőny állandó szereplőjévé vált az előző évi sereghajtó kategóriából.

## Évad
Már a szezon eleji teszteken kiderült, hogy a tavalyi kudarcokhoz képest történt előrelépés, bár a szezonnyitó Ausztrál Nagydíjon csak a 12. és a 13. helyeket szerezték meg az időmérő edzésen. A versenyen Alonso hatalmas balesetet szenvedett, mikor összeütközött Esteban Gutierrez Haas-Ferrarijával. A darabokra tört autóból csodával határos módon épen szállt ki, bár azt csak később ismerte el, hogy bordáját törte, és emiatt ki kellett hagynia a soron következő Bahreini Nagydíjat. Itt a régóta Formula–1-es ülésre váró tesztpilóta, Stoffel Vandoorne helyettesítette, aki lenyűgöző teljesítménnyel a 10. helyen ért célba, és megszerezte a csapat első pontját.
Az autó a kvalifikációk során képes volt arra, hogy rendre bejusson a Q2-be, az Orosz Nagydíjon pedig hosszú idő után kettős pontszerzésre is képesek voltak. A későbbiekben a Q3-ba jutás is sikerült, Monacóban pedig elérték azt, hogy több pontot gyűjtöttek, mint az előző évben összesen. Mindazonáltal számos alkalommal hátráltatta őket technikai probléma, mely vagy a motorhoz, vagy a váltóhoz kapcsolódott. Pozitív meglepetés volt a csapattól, hogy az egyébként számukra teljesen esélytelennek ígérkező Osztrák Nagydíjon Jenson Button az ötödik helyre kvalifikálta magát, de a büntetéseknek köszönhetően a harmadik helyről indulhatott, és bár a motorerő hiánya miatt hamar visszaesett, még így is a hatodik helyen zárt. A Magyar Nagydíjon mindkét autójuk bejutott a Q3-ba, amely hatalmas teljesítmény volt részükről. A futam kiábrándítóan alakult: Button fékpedáljával komoly problémák adódtak, ezért vissza kellett vennie a tempóból, a boxutcába is ki kellett állnia, ráadásul meg is büntették illegális rádiózásért. Végül olajszivárgás miatt idő előtt fel kellett adnia a versenyt. Alonso mindazonáltal a hetedik helyen fejezte be a versenyt.
A nyári szünet után a McLaren elvileg új fejlesztési csomaggal érkezett volna, de mint mondták, ezt csak Szingapúrban kívánták bevetni. Ennek ellenére meglepetés volt a Belga Nagydíjon, a hagyományosan a motorerőre támaszkodó pályán a jó teljesítményük: Button kiesése ellenére Alonso ismét hetedik lett. Monzában teljesen esélytelenek voltak, azonban Alonso megfutotta a verseny leggyorsabb körét, amely 1992 óta az első McLaren-Honda leggyorsabb kör volt, és a 2013-as Maláj Nagydíj óta az első leggyorsabb McLaren-kör. Szingapúrban debütáltak a fejlesztések, de azok nem voltak túl megbízhatóak, ezért egyelőre visszavonták azokat. Japánban aztán mindkét autó megkapta az új motorokat, de ezek nem váltak be. További fejlesztéseket követően a teljesítményük az utolsó pár versenyen. A csapat 76 ponttal végül a hatodik helyen zárt a konstruktőrök bajnokságában.

## Eredmények
| Év   | Csapat        | Motor        | Gumi | Versenyzők        | 1   | 2   | 3   | 4   | 5   | 6   | 7   | 8   | 9   | 10  | 11  | 12  | 13  | 14  | 15  | 16  | 17  | 18  | 19  | 20  | 21  | Pont | Helyezés |
| ---- | ------------- | ------------ | ---- | ----------------- | --- | --- | --- | --- | --- | --- | --- | --- | --- | --- | --- | --- | --- | --- | --- | --- | --- | --- | --- | --- | --- | ---- | -------- |
| 2016 | McLaren-Honda | Honda RA616H | P    |                   | AUS | BHR | CHN | RUS | ESP | MON | CAN | EUR | AUT | GBR | HUN | GER | BEL | ITA | SIN | MAL | JPN | USA | MEX | BRA | ABU | 76   | 6.       |
| 2016 | McLaren-Honda | Honda RA616H | P    | Jenson Button     | 14  | KI  | 13  | 10  | 9   | 9   | KI  | 11  | 6   | 12  | KI  | 8   | KI  | 12  | KI  | 9   | 18  | 9   | 12  | 16  | KI  | 76   | 6.       |
| 2016 | McLaren-Honda | Honda RA616H | P    | Fernando Alonso   | KI  | -   | 12  | 6   | KI  | 5   | 11  | KI  | 18† | 13  | 7   | 12  | 7   | 14  | 7   | 7   | 16  | 5   | 13  | 10  | 10  | 76   | 6.       |
| 2016 | McLaren-Honda | Honda RA616H | P    | Stoffel Vandoorne | -   | 10  | -   | -   | -   | -   | -   | -   | -   | -   | -   | -   | -   | -   | -   | -   | -   | -   | -   | -   | -   | 76   | 6.       |

Megjegyzés:
- † – Nem fejezte be a futamot, de rangsorolva lett, mert teljesítette a versenytáv 90%-át.